# Richmond (Míchigan)
Richmond es una ciudad ubicada en el condado de Macomb y condado de St. Clair en el estado estadounidense de Míchigan. En el Censo de 2010 tenía una población de 5735 habitantes y una densidad poblacional de 766,46 personas por km².

## Geografía
Richmond se encuentra ubicada en las coordenadas 42°48′38″N 82°45′8″O / 42.81056, -82.75222. Según la Oficina del Censo de los Estados Unidos, Richmond tiene una superficie total de 7.48 km², de la cual 7.38 km² corresponden a tierra firme y (1.35%) 0.1 km² es agua.

## Demografía
Según el censo de 2010, había 5735 personas residiendo en Richmond. La densidad de población era de 766,46 hab./km². De los 5735 habitantes, Richmond estaba compuesto por el 94.16% blancos, el 1.01% eran afroamericanos, el 0.3% eran amerindios, el 0.21% eran asiáticos, el 0.24% eran isleños del Pacífico, el 2.56% eran de otras razas y el 1.52% pertenecían a dos o más razas. Del total de la población el 4.6% eran hispanos o latinos de cualquier raza.